# Ivan Hrdlička
Ivan Hrdlička (* 20. listopadu 1943, Bratislava) je bývalý slovenský fotbalista, záložník, československý reprezentant, účastník mistrovství světa roku 1970 v Mexiku (odehrál zápas v základní skupině proti Brazílii).

## Fotbalová kariéra
V československé reprezentaci nastoupil v 17 utkáních a dal 2 góly. V československé lize hrál za Slovan Bratislava, v němž působil v letech 1962–1972. Se Slovanem Bratislava získal v sezóně 1968/69 Pohár vítězů pohárů. Později působil v lize ve Zbrojovce Brno, odkud odešel po sezóně 1974/75 do Petržalky. Vítěz Československého poháru 1962, 1963 a 1968. Dorostenecký mistr Československa 1961. V Poháru mistrů evropských zemí nastoupil ve 3 utkáních a v Poháru vítězů pohárů nastoupil v 18 utkáních a dal 1 gól.

## Ligová bilance
| Ročník                                   | Zápasy | Góly | Klub              |
| ---------------------------------------- | ------ | ---- | ----------------- |
| 1. československá fotbalová liga 1962/63 | 13     | 1    | Slovan Bratislava |
| 1. československá fotbalová liga 1963/64 | 16     | 2    | Slovan Bratislava |
| 1. československá fotbalová liga 1964/65 | 23     | 1    | Slovan Bratislava |
| 1. československá fotbalová liga 1965/66 | 25     | 10   | Slovan Bratislava |
| 1. československá fotbalová liga 1966/67 | 26     | 5    | Slovan Bratislava |
| 1. československá fotbalová liga 1967/68 | 24     | 3    | Slovan Bratislava |
| 1. československá fotbalová liga 1968/69 | 25     | 5    | Slovan Bratislava |
| 1. československá fotbalová liga 1969/70 | 26     | 4    | Slovan Bratislava |
| 1. československá fotbalová liga 1970/71 | 11     | 0    | Slovan Bratislava |
| 1. československá fotbalová liga 1970/71 | 13     | 2    | Dukla Praha       |
| 1. československá fotbalová liga 1971/72 | 10     | 2    | Dukla Praha       |
| 1. československá fotbalová liga 1971/72 | 11     | 0    | Slovan Bratislava |
| 1. československá fotbalová liga 1972/73 | 28     | 5    | Zbrojovka Brno    |
| 1. československá fotbalová liga 1973/74 | 30     | 0    | Zbrojovka Brno    |
| 1. československá fotbalová liga 1974/75 | 28     | 0    | Zbrojovka Brno    |
| CELKEM 1. liga                           | 311    | 40   |                   |